# Jim James
Jim James, né le 27 avril 1978, est un chanteur et guitariste américain, leader du groupe My Morning Jacket, dont il est le principal parolier.

## Biographie
Sa voix et la manière dont elle est enregistrée sur les trois premiers albums du groupe a été parfois comparée à celle de Neil Young[réf. nécessaire].
Il participe le 5 novembre 2015 au Carnegie Hall de New York, à un concert de bienfaisance de la Fondation David Lynch intitulé le changement commence de l'intérieur qui propose la méditation transcendantale pour lutter contre le stress. Il partage la scène avec Sting, Katy Perry, Jerry Seinfeld, et Angelique Kidjo. Et comme chacun des interprètes pratique activement la méditation transcendantale, ils ont également parlé des bienfaits de cette pratique,.

## Discographie
- avec My Morning Jacket

### Albums studio
- 2013 - Regions of Light and Sound of God
- 2016 - Eternally Even
- 2017 - Tribute to 2 (album de reprises de Bob Dylan, Sonny Bono, Willie Nelson,...)
- 2018 - Uniform Distortion
- 2018 - Uniform Clarity
- 2019 - The Order of Nature (avec Teddy Abrams & Louisville Orchestra)